# Бурхан-шах I
Бурхан-шах I (помер 1553) — другий султан Ахмеднагарського султанату у 1510—1553 роках. Його правління характеризувалось зростанням віротерпимості, розвитком мистецтва і торгівлі. Також упродовж всього періоду володарювання Бурхан-шаха не припинялись сутички з моголами та Біджапурським султанатом.

## Життєпис
Син Маліка Ахмада Нізам-шаха I. Зійшов на трон 1510 року у 7-річному віці. Спочатку  панували регенти. Перебрав владу у 1520 році. 1522 року доєднався до коаліції на чолі із бідарським султаном Амір Барідом I проти біджапурського султана Ісмаїла Аділ-шаха, але останній зміг захистити себе та свої володіння, перетягнувши на свій бік Бурхан-шах I. за якого видав свою сестру Мар'ям Султан та пообіцяв передати фортеці Шолапур. 
Втім невдовзі погиркався зі швагером, оскільки не віддав Шолапур. 1524 року Бурхан-шах I спільно з берарським султаном Імад-шахом атакував Шолапур, але не зміг взяти фортецю. Інший союзник ахмеднагарського султана — Кулі Кутб-шах, султан Голконди, — також зазнав невжачі.
1527 року виступив проти берарського султана Імад-шаха, невдоволений захопленням тим важливих фортець Махур і Рамгір на кордоні з Гуджаратом. Але Імад-шах за підтримки біджапурського та голкондського війська завдав поразки ахмеднагарцям, зайнявши фортецю Патрі. В свою чергу Бурхана-шаху I на допомогу прийшов гуджаратський султан Бахадур-шах, який повернув після 2-місячної облоги Махур і Рамгір, зруйнувавши їх. Потім гуджарато-ахмеднагарське військо вдерлося до Берарського султанату, сплюндрувавши значні території. Імад-шах втік до хандеського султана Мірана Мухаммад-шаха I, спільно з яким виступив проти Ахмеднагарського султанату. Проте Бурхан-шах I завдав супротивникам поразки, захопивши значну частину Хандеського султанату. Але за цим був атакований Бахадур-ханом, який був вуйком Мірана Мухаммад-шаха I. У битві при Даулатабаді ахмеднагарський султан зазнав тяжкої поразки, внаслідок чого супротивник захопив його столицю. Але Бурхан-шах I організував партизанську атаки на гуджаратське військо. Також трималося низка важливих фортець. Зрештою Бахадур-шах відсутив. Але 1529 року останній знову виступив проти Ахмеднагару. В свою чергу Бурхан-шах I створив коаліцію з  Берарським і Бідарським султанатами. Але в битві біля Бурханпура союзники зазнали нищівної поразки. Наслідком стала укладання вигідної для Гуджарата угоди, за якою Бурхан-шах I визнав зверхність Бахадур-шаха. 
Невдовзі надав прихисток номінальному бахманідському султану Калімулла-шаху. Втім 1542 року спільно з Бідарським султанатом атакував біджапурського султана Ібрагіма Аділ-шаха I, який вступив у протистояння з власним візиром Асад-ханом. Було взято в облогу ворожу столиці Біджапуру, але підход берарського султана Дар'я Імад-шаха змусив відступити ат укласти 
1543 року уклав союз з Рамараєю Аравіду, фактичним правителем Віджаянагарської імперії, та голкондським султаном Джамшидом, спрямованим проти Біджапурського і Бідарського султанатів. Спільно з союзниками з 1544 до 1549 року вів війну проти біджапурського султана Ібрагіма Аділ-шаха I, зумівши розширити володіння, зокрема захопив нарешті фортецю Шолапур, а також важливе місто Кальяні.
Помер 1553 року. Йому спадкував син Хуссейн Нізам-шах I.